# NGC 2549
NGC 2549 è una galassia lenticolare vista quasi di taglio e situata nella costellazione della Lince, a una distanza di circa 55 milioni di anni luce dalla nostra Via Lattea.

## Scoperta
La galassia è stata scoperta il 9 febbraio 1831 dall'astronomo britannico John Herschel.

## Descrizione
NGC 2549 presenta un nucleo passivo (PAS).

## Buco nero supermassiccio
Secondo un'indagine condotta nel 2017 con l'ausilio del Telescopio spaziale Hubble, NGC 2549 racchiude al suo centro un buco nero supermassiccio, la cui massa è stimata in 34 milioni di masse solari (con un minimo di 0 e un massimo di 165).